# Pyracantha
Espinos de fuego (Pyracantha) es un género de arbustos grandes, de hoja perenne en la familia Rosaceae. Son nativas desde el sureste de Europa hasta el sureste de Asia y están estrechamente relacionados con el género Cotoneaster, pero el margen de sus hojas es serrado y con numerosas espinas, a diferencia de Cotoneaster, que no las poseen.

## Descripción
El porte de las plantas es de 4 a 6 m de altura. Las siete especies tienen las flores blancas, rojas, anaranjadas, o amarillas. Las flores se producen a finales de primavera y comienzo del verano. Los frutos son pomos pequeños que, acompañados del cáliz persistente, se producen a finales del verano, y maduran a finales de otoño. Estos contienen en su interior 5 semillas o pirenos.

## Taxonomía
Pyracantha fue descrito por Max Joseph Roemer y publicado en Familiarum Naturalium Regni Vegetabilis Monographicae 3: 104, 219, en el año 1847. La especie tipo es: Pyracantha coccinea M. Roem.
Etimología
Pyracantha: nombre genérico que deriva de las palabras griegas: pyr para "fuego" y akantha para "espinas" en referencia al color de los frutos y las espinas.

## Especies
- Pyracantha angustifolia. Suroeste de China.
- Pyracantha atalantoides. Sur de China.
- Pyracantha coccinea (espino de fuego). Desde Italia por el este hasta Asia Menor.
- Pyracantha crenulata. China Central.
- Pyracantha fortuneana. Himalayas.
- Pyracantha koidzumii. Taiwán.
- Pyracantha rogersiana. Yunnan.

Híbridos seleccionados y cultivares:
- 'America'
- 'Golden Charmer'
- 'Golden Dome'
- 'Lalandei'
- 'Mohave'
- 'Navajo'
- 'Orange Glow'
- 'Rosy Mantle'
- 'Santa Cruz'
- 'Teton'
- 'Watereri'

## Usos
Las Pyracanthas tienen un gran valor como plantas ornamentales, cultivadas en los jardines por sus flores decorativas y por sus frutos, que se presentan muy abundantes. Su estructura espinosa densa las hace muy utilizadas como setos y vallas vegetales, en las situaciones donde el vandalismo o el daño criminal son un problema.
Son también uno de los mejores arbustos para un jardín de fauna, proporcionando la cubierta densa para el ramoneo de herbívoros y la distribución jerarquizada de los pájaros, flores de verano para las abejas y una abundancia de bayas como fuente de alimento. Las bayas de Pyracantha no son venenosas como se pensaba comúnmente; producen problemas gástricos leves al ser ingeridas crudas y en grandes cantidades, pero son comestibles si se las prepara, y a veces se sirven hechas jalea.

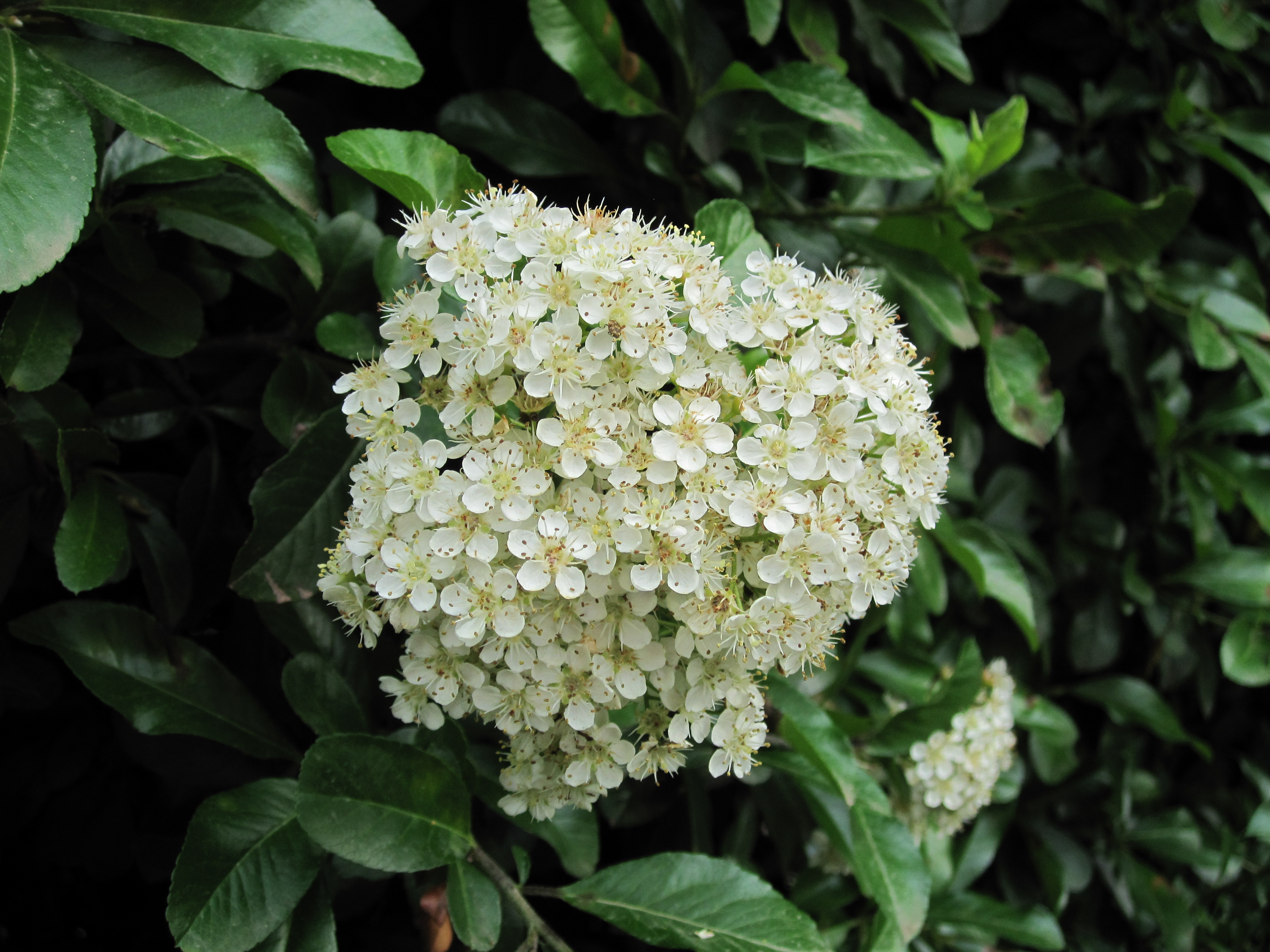
Flores
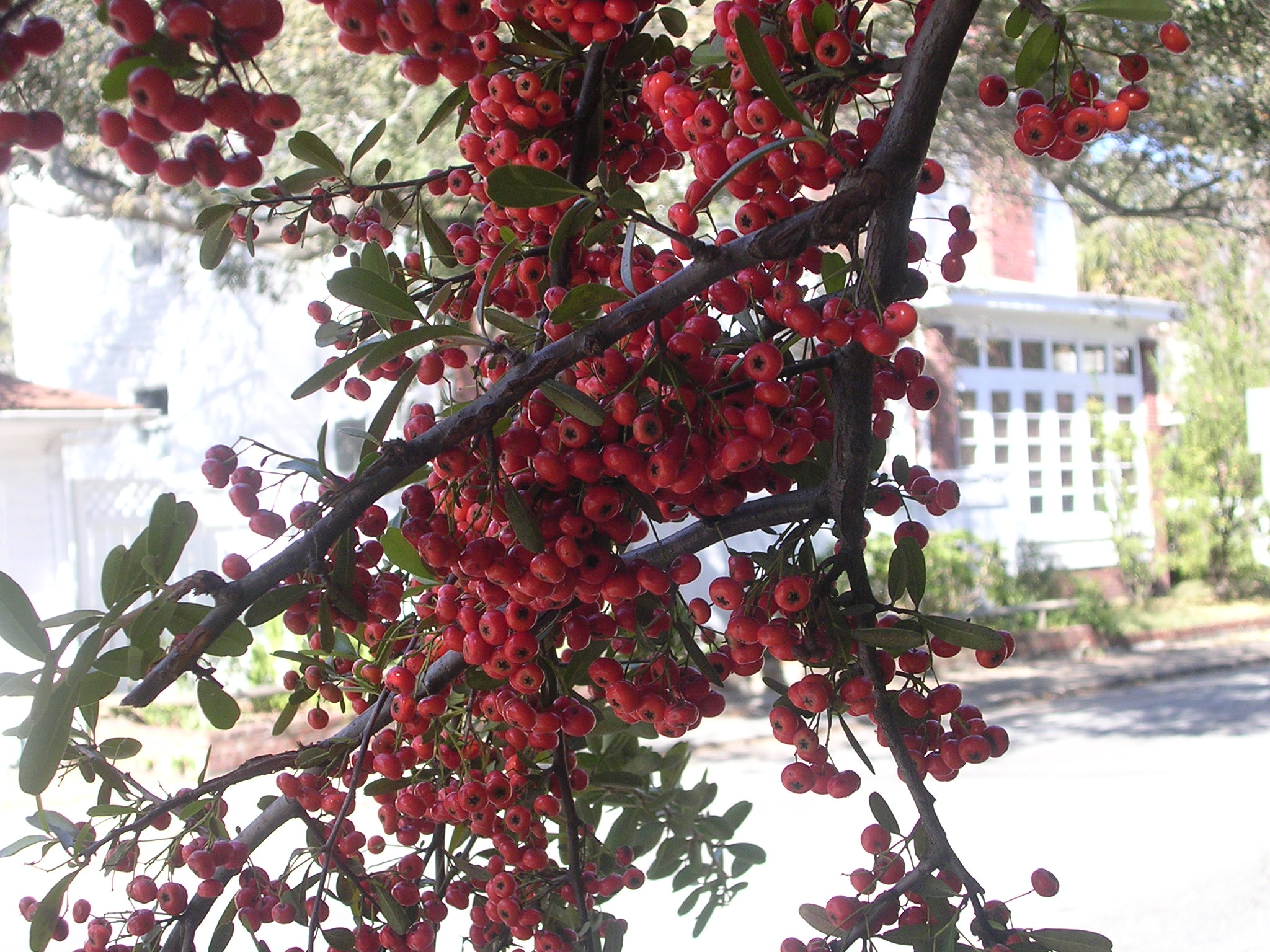
Frutos en un arbusto de Pyracantha
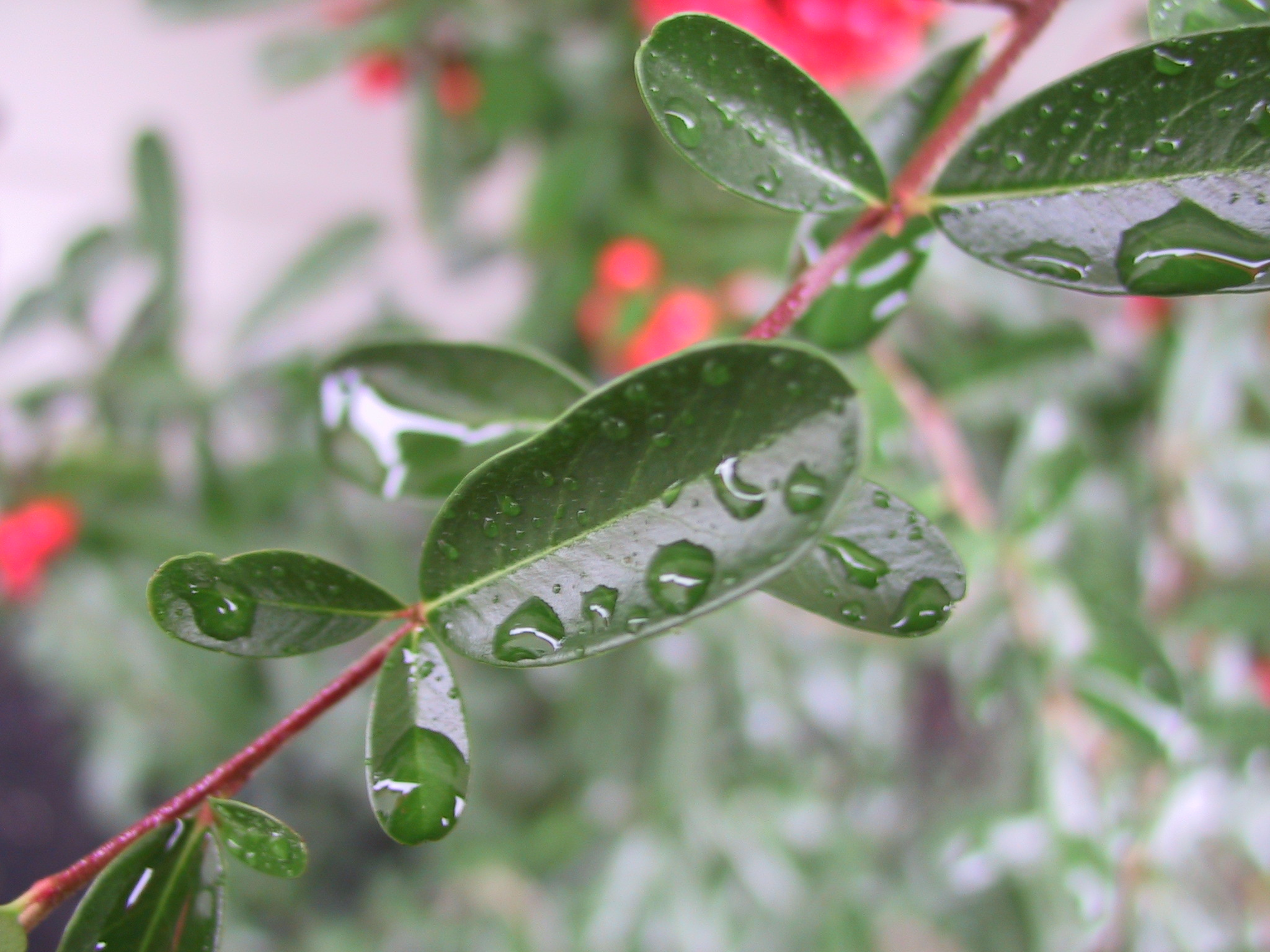
Hojas de Pyracantha
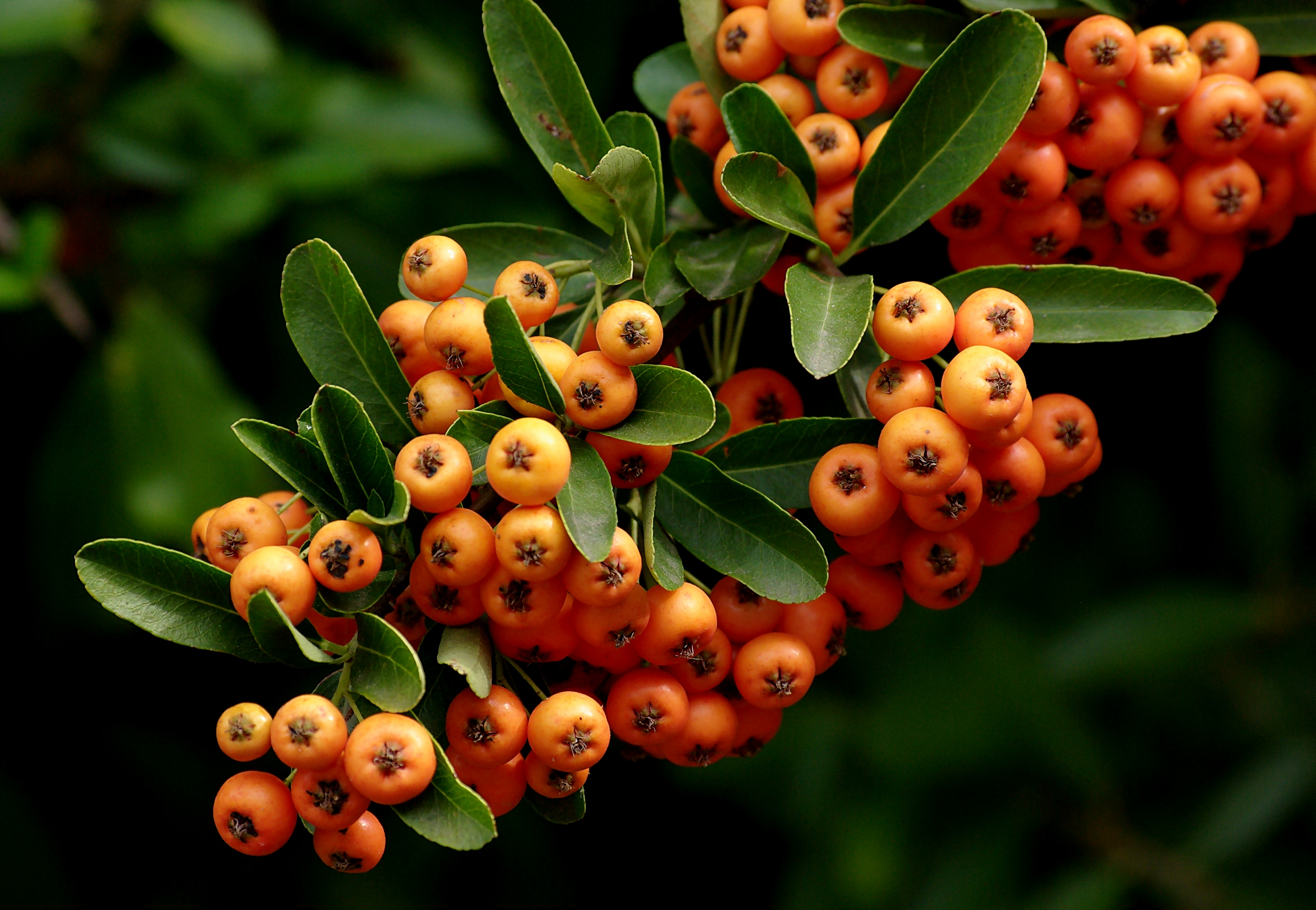
Bayas de Pyracantha